# حي البطحاء (صنعاء)
حي البطحاء هو أحد أحياء مدينة صنعاء ويتبع إدارياً مديرية سنحان وبني بهلول التابعة لمحافظة صنعاء اليمنية. يبلغ تعداد سكانه 953 نسمة حسب التعداد السكاني في اليمن لعام 2004.

## التقسيم الإداري
يقسم الحي لحارة واحدة وتحمل نفس اسم الحي.